# Guarda-Mor do Sal de Setúbal
Título criado por Filipe IV, rei de Espanha, III de Portugal, em 1630 a Diogo Botelho de Moraes Sarmento, fidalgo da Casa Real, cavaleiro da Ordem de Cristo, comendador na Ordem de Santiago, 1º Guarda-Mor do Sal de Setúbal, mercê concedida por Filipe IV, III de Portugal, em 1631, sendo o mesmo ofício posteriormente confirmado por D. João IV, por carta de 30 de Maio de 1643. A 20 de Janeiro de 1676, D. Afonso VI decreta que, o ofício de Guarda-Mor do Sal de Setúbal, passe a ser de Juro e Herdade. Em 13 de Maio de 1681, D. Pedro II (ainda Regente), agracia-o com a propriedade do Ofício de Guarda-Mor do Sal de Setúbal, e o D. José I confirma-o em seu bisneto Heytor Mendes Botelho de Moraes Sarmento.
A família Botelho de Moraes Sarmento, descende, por legítima varonia do Rei Ramiro II de Leão, por seu 4º neto D. Hermígio Paes de Matos, Senhor da Quinta de Matos, da qual tomou o apelido.
Dele foi 6º neto na varonia, Pedro Vasques de Matos, que foi para Castela com seu irmão Estevão Vasques de Matos, e outros fidalgos, pelas contendas políticas de 1381, sobre a sucessão da Coroa entre D. João I, e a Infanta Dona Beatriz. Porém, voltou para Portugal, e casou em Castelo de Vide com D. Guiomar, filha de Rui Vaz de Castelo-Branco, continuando assim em Portugal, a varonia da família Matos.
De Pedro Vasques de Matos foi bisneto na varonia, Afonso Lourenço de Matos, fidalgo de solar conhecido, natural de Olivença, que serviu o Infante D. Duarte e administrou a Casa de Bragança em Trás-os-Montes. Estabelecendo-se em Moncorvo, aí casou com Dona Maria Botelho (filha de Afonso Botelho, 1º Alcaide-Mor de Vila Real, do Conselho d’ El-Rei D. João II, seu Vedor da Fazenda e Juiz da Alfândega de Lisboa, e irmã de Pedro Botelho, 2º Alcaide-Mor de Vila Real e de Diogo Botelho, progenitor dos Condes de São Miguel, a qual era 6ª neta por legítima varonia de Pedro Martins Botelho, Alcaide-Mor de Sortelha, e o primeiro que tomou este apelido, que por sua vez era 4º neto na varonia de D. Paio Mogudo de Sandim, tronco dos Botelhos, e também descendente do Rei Ramiro II de Leão.
De Afonso Lourenço de Matos e Dona Maria Botelho, foi primogénito Pedro Botelho de Matos, cavaleiro da Ordem de Santiago, que casou com Dona Helena de Moraes e Távora, a qual era filha primogénita de Fernão de Moraes e Távora, Secretário de Estado de Filipe II, do Conselho de Portugal e residente na Corte de Madrid, e de sua mulher Dona Elena de Vega y Osório, Condessa de Santa Marta (filha de Don Juan de Vega, Conde de Grajal, e de sua mulher Dona Leonor Osório y Sarmiento, Condessa de Santa Marta, Senhora de Palazuelo de Bedija, filha de Don Álvaro Osório, 3º Marquês de Astorga, 7º Duque de Aguiar, 6º Conde de Villalobos, 15º Conde de Villanueva de Mondoñedo, 4º Conde de Trastámara, Grande de Espanha, chefe dos Osórios, e de sua mulher Dona Isabel Sarmiento de Zúñiga, 3ª Condessa de Santa Marta).
De Pedro Botelho de Matos e sua mulher Dona Helena de Moraes e Távora, foi bisneto Diogo Botelho de Moraes Sarmento, 18º neto na varonia, do Rei Ramiro II de Leão, Cavaleiro da Ordem de Cristo, Comendador de Santiago e 1º Guarda-Mor do Sal de Setúbal. 
Diogo Botelho de Moraes Sarmento, era filho de João Botelho de Moraes, Fidalgo da Casa Real, e Fidalgo de Solar Conhecido, natural da Torre de Moncorvo  e de s.m. e parenta, Dona Antónia do Rego de Azevedo Soares, natural do Vimioso.  
Instituiu em 1631 o morgado do Guarda-Mor, tendo como cabeça do dito morgadio a Quinta das Machadas que remonta ao final do século XVI. Faziam ainda parte do Morgadio, a Quinta das Lajes, a Quinta do Guarda-Mor, a Quinta da Bombarralha, a Quinta do Espim, e muitas outras entre Setúbal e Palmela, posteriormente integradas no Morgadio, como a Quinta dos Vidais no termo de Setúbal.
A Quinta das Machadas foi inicialmente pertença da Ordem de Santiago, a quem pagava foro, e teve como seu primeiro proprietário, o dito Diogo Botelho de Moraes Sarmento, 1.º Guarda-Mor do Sal de Setúbal. Era grande produtora de laranjas (que exportava para a Dinamarca) , vinho e azeite, e esteve mais de 200 anos na família Botelho de Moraes Sarmento, tendo sido vendida em 1815 por outro Diogo Botelho de Moraes Sarmento, 5.º Guarda-Mor do Sal de Setúbal, a Jacob Frederico Torlades, sendo atualmente proprietário da Quinta das Machadas, seu descendente Hugo O'Neill.
No seculo XVII a representação e uso do título de Conde de Armamar, passou a estar nos Botelho de Moraes Sarmento, guardas-mores do Sal de Setúbal.
Os Guarda Mor do Sal de Setúbal, a partir do seculo XVIII passaram ainda a ser por inerência Governadores do Forte de Albarquel.

## Guardas-mores do Sal de Setúbal
1. Diogo Botelho de Moraes Sarmento, seguiu seu filho
2. Heitor Mendes Botelho de Moraes Sarmento, seguiu seu filho
3. Diogo Botelho de Moraes Sarmento, seguiu seu filho
4. Heitor Mendes Botelho de Moraes Sarmento, seguiu seu filho
5. Diogo Botelho de Moraes Sarmento, seguiu seu irmão
6. António Manuel Botelho de Moraes Sarmento, seguiu seu filho
7. António Tomás Botelho de Moraes Sarmento, seguiu seu filho
8. António Manuel Botelho de Moraes Sarmento, seguiu seu irmão
9. Augusto Candido Botelho de Moraes Sarmento, seguiu seu filho
10. António Eduardo Botelho de Moraes Sarmento, seguiu sua filha
11. Dona Maria Manuela Botelho de Moraes Sarmento,

## Referencias e Fontes
Anuário da Nobreza de Portugal, II, 1985, Tomo II, cf. Botelho de Moraes Sarmento
Fidalgos e Morgados de Vila Real, Vol., § Botelhos Carneiros, pag.323
Histórias Arqueológico -Históricas do Distrito de Bragança – Os Fidalgos – pelo Abade de Baçal
O Morgado de Santo António de Moncorvo, ou Morgado do Marmeleiro, instituído por António Domingues de Madureira.
ANTT, Chancelaria de Filipe III (IV).
ANTT, Chancelaria de Dom João IV, Lv 12, f. 316.
ANTT, R.G. das Mercês, D. Afonso VI, Lv 28, f. 293 (A.H.C.G.).
ANTT, Chancelaria de D. Pedro II
ANTT - Registo Geral de Mercês de D. José I, liv. 27, f. 46
ANTT, Chancelaria de D. José I
ANTT, R.G. das Mercês, D. João V, Lv 1, f. 293 (A.H.C.G.).
ANTT, R.G. das Mercês, D. João V, Lv 20, f. 392 (A.H.C.G.).
ANTT - Registo Geral de Mercês de D. João V, liv. 37, fl.453v
Setúbal #Sado #Albarquel #ForteDeAlbarquel#ForteSantiagoDoOutao"  
Genealogias de Setúbal, por Gregório de Freitas - §Botelhos;
Biblioteca Nacional, Reservados, Genealogias Manuscritas, Francisco Botelho de Moraes , Botelhos
Arquivos da Misericórdia de Setúbal.
ANTT e BNL, Genealogias Manuscritas, Botelhos, Reservados
Amigos da Dinamarca por Pedro O’Neill Teixeira